# Batalha de Palmira (Março de 2016)
A Batalha de Palmira (Março de 2016) foi uma operação militar levada a cabo pelas Forças Armadas Sírias, apoiadas pela Força Aérea Russa e por forças especiais do Irão, para recuperar a histórica cidade de Palmira, perdida em 2015, para o Estado Islâmico.
O início da operação para reconquistar Palmira iniciou-se dia 9 de Março com a Força Aérea Russa a efectuar diversos bombardeamentos na cidade, matando 32 combatentes do ISIS.
As primeiras grandes operações terrestres começaram no dia 12 de Março, quando o Exército Sírio iniciou uma grande ofensiva sobre a aldeia de Al-Dawah, oeste de Palmira, e, no dia seguinte, atacaram a montanha de Jabal Qassoun, onde se localiza o histórico Castelo de Palmira.
Após duas semanas de intensas batalhas, e com várias baixas para ambos lados, no dia 27 de Março, as defesas do Estado Islâmico na cidade foram derrotas e, a cidade foi, plenamente, reconquistada pelo Exército Sírio e seus aliados, embora, 30 combatentes do EI lutaram até à morte.